# Anglars-Juillac
 Anglars-Juillac  (en occitano Anglars-Julhac) es una población y comuna francesa, situada en la región de Mediodía-Pirineos, departamento de Lot, en el distrito de Cahors y cantón de Luzech.

## Demografía
| 377 | 392 | 340 | 369 | 329 | 331 |
| Para los censos de 1962 a 1999 la población legal corresponde a la población sin duplicidades (Fuente: INSEE [Consultar]) |     |     |     |     |     |